# آکتاش (جمهوری آلتای)
آکتاش (به لاتین: Aktash) یک منطقهٔ مسکونی در روسیه است که در جمهوری آلتای واقع شده‌است.